# Consejo Nacional de Mujeres de Chile
Consejo Nacional de Mujeres de Chile var en förening för kvinnors rättigheter i Chile, grundad 1919.  Det var en av landets första kvinnoorganisationer, och dess ledande kvinnoförening i flera årtionden. Den spelade en ledande roll i kampanjen för rösträtt för kvinnor i Chile. 

## Historik
År 1915 grundades två bokklubbar för kvinnor; Círculo de Lectura de Señoras i Santiago för intellektuella kvinnor, bildad av Delia Matte de Izquierdo och Amanda Labarca, och Club de Senoras för överklasskvinnor. 
Dessa två klubbar förespråkade kvinnors rättigheter. När de bad det konservativa partiet att stödja kvinnor rösträtt, hotades de av kyrkan med exkommunikation. Detta gjorde att de två klubbarna år 1919 beslöt att gå samman och bilda Consejo Nacional de Mujeres de Chile under ledning av Amanda Labarca. Samma år bildades en annan kvinnoorganisation, Partido Civico Femeninio, som också började kampanja för kvinnors rättigheter: den ansågs mer radikal, men blev aldrig lika stor.  
Föreningen kampanjade för grundläggande medborgerliga och politiska rättigheterna för kvinnor: rösträtt, skilsmässa, preventivmedel och tillgång till arbetsmarknaden. Framför allt verkade föreningen för att avskaffa patria potestad, den äktenskapslag som gjorde gifta kvinnor omyndiga under makens förmynderskap.
1925 medverkade föreningen i en lagreform som begränsade faderns tidigare fullständiga förmynderskap över barnen, gav kvinnor samma rätt att vittna i domstol som män, och gjorde gifta kvinnor myndiga, med rätten att själv förfoga över sin lön. 
Under 1930-talet fick föreningen goda förutsättningar att uppnå framgång, eftersom liberaler och konservativa hamnat i en splittrande konflikt som gjorde att deras gemensamma socialisterna fick en fördel. Socialisterna vann valet 1931 och utnämnde kvinnor till politiska poster, och även om socialisterna snart förlorade makten, ville etablissemanget undvika att socialisterna fick kvinnorörelsens stöd. 
Föreningen spelade en ledande roll i rörelsen för kvinnlig rösträtt i Chile. Rörelsen intog en utpräglat moderat hållning och ansåg att reformer måste införas gradvis: den krävde därför inte hela rösträtten direkt, utan var villiga att kompromissa och acceptera lokal rösträtt först och nationell rösträtt sedan. 
Rösträtten infördes lokalt i Chile år 1931. Rösträtten för kvinnor blev slutligen fullständig när den utsträcktes till nationell nivå 1949.